# Ana Cely Palma Loya
Ana Cely Palma Loya (Norogachi, municipio de Guachochi  el 23 de diciembre de 1981), rarámuri, escritora (en español y rarámuri), ensayista, promotora cultural y activista indígena.

## Biografía
Ana Cely Palma Loya es la mayor de cuatro hijos. Su padre es Marcelo Palma Batista y madre Rosa Loya Guerra, abuelos maternos Gervacio Loya, María Aniceta Guerra y abuelos paternos Erasmo Palma, Marcelina Batista. En la cultura raramuri la práctica nawajiwame consiste en cantar a los niños y las niñas canciones corta ciertos acontecimientos diarios que se viven, Ana Cely rememora que por medio de los cantos y la música de su madre y abuelas aprendió a hablar el español a los 5-6 años de edad; y que su padre acompañaba con la guitarra a su abuelo Erasmo Palma. Sus padres emigraron a la ciudad de Chihuahua para trabajar, sin embargo, regresaban a su comunidad en tiempos de cultivo del campo, la cría y cuidado de animales, cìclo migratorio que hasta en la actualidad realizan. En la vida familiar de Ana Cely preparan alimentos tradicionales, costura de trajes tradicionales, elaboración de fajas y chaquira para la elaboración de collares, pulseras y aretes, estas pràcticas permiten la reproducción cultural y el aprendizaje de niñas y niños raràmuri. A partir del año de 1987 acompañó a Don Erasmo Palma en la interpretación de sus composiciones y en las actividad de proociòn y difusión de la cultura raramurì hasta su reciente partida. Ana Cely reflexiona en torno a la herencia cultural y expresa lo siguiente: "de mis abuelos y abuelas aprendí a conservar mi esencia como Rarámuri y la sencillez de caminar en la vida".Para ella la poesía tiene que ver con lo sagrado y expresa lo siguiente: “Para nosotros la poesía, la música y la naturaleza van de la mano” y èsta se expresa en él: “despertar de la mañana, en el canto de los pájaros, la melodía que emite el viento, el caminar de la tierra, el correr del río, el movimiento de algunos animales”.

## Trayectoria
Entre las actividades de promoción y difusión de la cultura rarámuri de Ana Cely se encuentran las siguientes: en el año 2002 inició su participación dentro del Coro Raku Wikarame hoy Raku Nawajiwame (Palma que Canta) creado por su padre Marcelo Palma Batista interpretando canciones de su autoría y de Don Erasmo, actividad que realiza hasta la fecha en compañía de su madre, hermanas, hermano e hijos. En 2003 participó en la mesa de debates los Mitos de la Cultura en el marco del segundo encuentro Yoreme Sinaloa en el estado de Sinaloa. En el año 2005 recibió de manos del presidente Vicente Fox un reconocimiento a su labor cultural en el día internacional de los pueblos indígenas.  En 2006, dictó la conferencia Costumbres y Relatos Rarámuri en el tercer encuentro del Festival del Yervaniz. En 2008, participó como actriz, traductora y asesora sobre costumbres y usos rarámuri para el director Oskar Laffont en la filmación del cortometraje Rarámuri Tale-Light Feet. Cabe destacar que este filme fue galardonado con el Premio de la Paz y Derecho de los Niños otorgado en la edición 25 del Premio Internacional de Películas acerca de los niños entregado por el gobierno norteamericano en la ciudad de Chicago y otros tres reconocimientos más a nivel internacional. En el año 2009, este filme obtuvo el primer lugar en cortometrajes del primer Festival de Cine de la Cd. de Chihuahua.
En el 2009 participó dentro del “Observatorio Político Interinstitucional y Ciudadano para la Promoción y Defensa de los Derechos Políticos de las Mujeres” de Chihuahua. En el mismo año fue ganadora de una beca del Fondo a creadores David Alfaros Siqueiros, en la categoría de jóvenes creadores en la disciplina de letras con su ensayo “Mirada Interior”, que habla de los géneros literarios desde la perspectiva Rarámuri. También colaboró en la edición de los libros del Colegio de Bachilleres con información de la cultura, las tradiciones y costumbres de los cuatro grupos indígenas originarios del estado de Chihuahua. En el año 2010, participó en el Encuentro de escritores José Revueltas en el estado de Durango. E el mismo año, participó en el filme de Estrellas del Bicentenario del estado de Chihuahua con motivo de los 200 años de la Independencia de México y 100 años de la Revolución Mexicana. En el 2011 tomó parte en mesas de trabajo literarios y preservación de escritura contemporánea. En el mismo año, participó como presentadora del libro fruto de una investigación sobre tradiciones indígenas realizada por Rosario Ordóñez Villagrán publicado en la Colección Solar del Instituto Chihuahuense de la Cultura, con el título “Semana Santa en Norogachi. Una aproximación a la cultura Rarámuri”. En ese mismo año colaboró en la presentación del libro de Poesía de la primera rarámuri escritora Dolores Batista quien falleció antes de ver publicada su obra. Continuo con su trabajo en el 2012, cuando participó en el Encuentro Internacional de Escritores “Literatura en el Bravo” Cd. Juárez, Chihuahua y el encuentro de pueblos indígenas por el Día Internacional de la Lengua Materna en la ciudad de Chihuahua. A nivel nacional, asistió al Primer Foro Internacional de Participación Política de Jóvenes Indígenas y los Alcances de los Objetivos de Desarrollo del Milenio, del 4 al 5 de octubre en la Ciudad de México En 2013 fue invitada a asistir como alumna a la Escuela de Promotoras y Defensoras Jóvenes Indígenas Ben’ Cobby Vi Banezi “Mirna Cunningham” en la Ciudad de México En 2014, en compañía de su abuelo Don Erasmo Palma y su padre participaron como embajadores de la cultura rarámuri dentro del ciclo “La Primera Raíz. Literatura en Otras Lenguas de México”, organizada por el Instituto Nacional de Bellas Artes y la dirección general de Culturas Populares del Conaculta, que se llevó  a cabo en la Sala Adamo Boari del Palacio de Bellas Artes en la Ciudad de México. Canto música Raramuri en la Plaza Roja de la Universidad Autónoma de México-Unidad Xochimilco y en radio. Se ha desempeñado como jueza para la aprobación de proyecto de las convocatorias de PACMYC en el estado de Chihuahua.
Además ha participado varias ocasiones en el Festival Internacional Chihuahua en el Omawari con cantos y conferencias participe en el encuentro de naciones hermanas. En el año 2015, el Fondo Yoreme llevó a cabo la publicación simbólica de su ensayo “Mirada Interior”. Ha impartido conferencias sobre cultura, prácticas, costumbres, juegos, música y relatos rarámuri, en preescolares, primarias, secundaria, escuelas media superior y universidades, actividad que realiza actualmente.Invitada a participar en entrevista de radio, periódico, revistas y televisión sobre la importancia de preservar la lengua materna, como también temas relacionados con escritura indígenas, interpretación, medicina tradicional, elaboración de artesanías tradicionales, música, canto, confección de trajes tradicionales diferencias entre los tipos de vestimenta rarámuri en diferentes municipio del estado su valor como se siguen preservando hasta el día de hoy, las prácticas y formas tradicionales de organización e impartición de justicia Rarámuri, derechos de los pueblos indígenas, entre otros.